# Универсул (футбольный клуб)
«Универсул» (рум. Universul) — ныне несуществующий молдавский футбольный клуб из села Чучулены, был основан в 1992 году. Команда дебютировала в Дивизионе «A» в сезоне 1992 года, где в итоге заняла третье место. В сезоне 1992/93 «Универсул» получил право выступать в Национальном дивизионе Молдовы, однако клуб занял в нём лишь последнее место.
В 1994 году «Универсул» был расформирован.